# Kermoroc'h
Kermoroc'h (en bretó Kervoroc'h) és un municipi francès, situat a la regió de Bretanya, al departament de Costes del Nord. L'any 1999 tenia 324 habitants.

## Demografia
| 1962                                       | 1968 | 1975 | 1982 | 1990 | 1999 |
| ------------------------------------------ | ---- | ---- | ---- | ---- | ---- |
| 344                                        | 326  | 284  | 283  | 268  | 324  |
| Des de 1962: població sense dobles comptes |      |      |      |      |      |

## Administració
| Període   | Identitat             | Partit |
| --------- | --------------------- | ------ |
| 2001-2008 | Marie-Yannick Prigent |        |
| 2008-     | Maryvonne Le Berre    |        |